# Chipul de la Polul Sud al Lunii

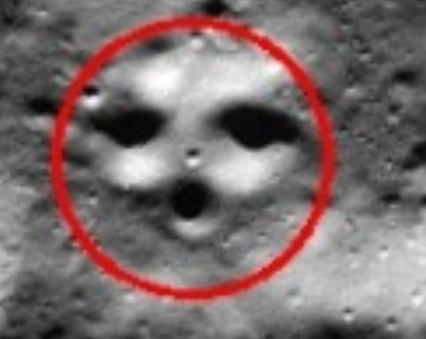
Faţa de la Polul Sud al Lunii.

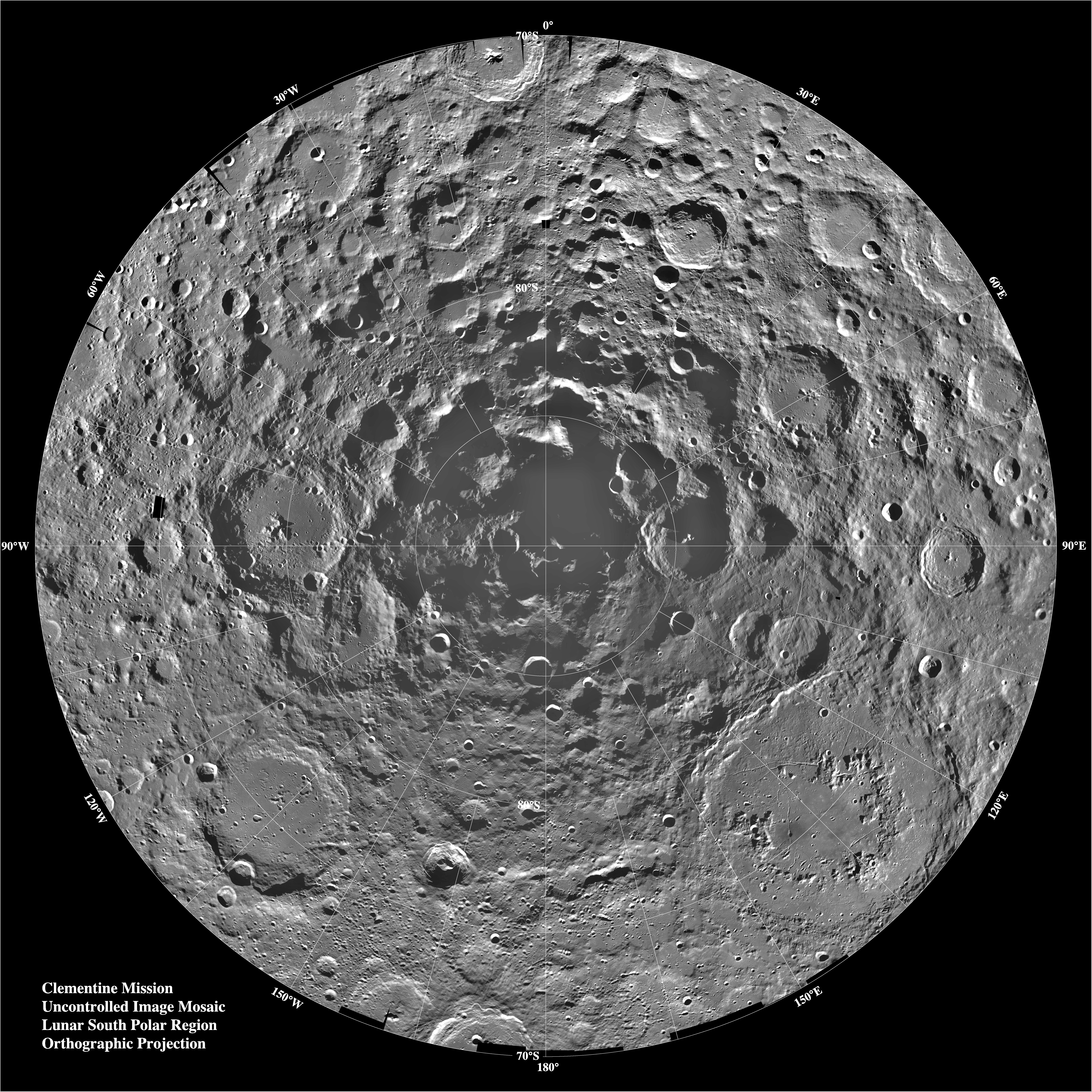
Polul sud lunar - imagine de la sonda Clementine.

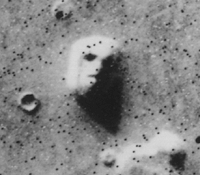
O fotografie prin satelit a unui chip uman în zona Cydonia, de multe ori numit Faţa de pe Marte. Imagini ulterioare din alte unghiuri nu includ umbre.

Chipul de la Polul Sud al Lunii este o regiune de pe Lună (81.9° latitudine sudică și 39.27° longitudine estică) în care a fost identificat un chip uman într-o imagine preluată de Lunar Reconnaissance Orbiter⁠(en)[traduceți]. Chipul a fost detectat în mod automat de către un sistem informatic folosind tehnologii de recunoaștere a feței, ca urmare a unui proiect care a fost parte din International Space Apps Challenge, Tokyo 2013.
"Fața de pe Marte" este un alt foarte cunoscut exemplu.

## Imagini 3D
Disponibile aici Arhivat în 6 noiembrie 2015, la Wayback Machine..